# Heinrichstraße 29 (Quedlinburg)

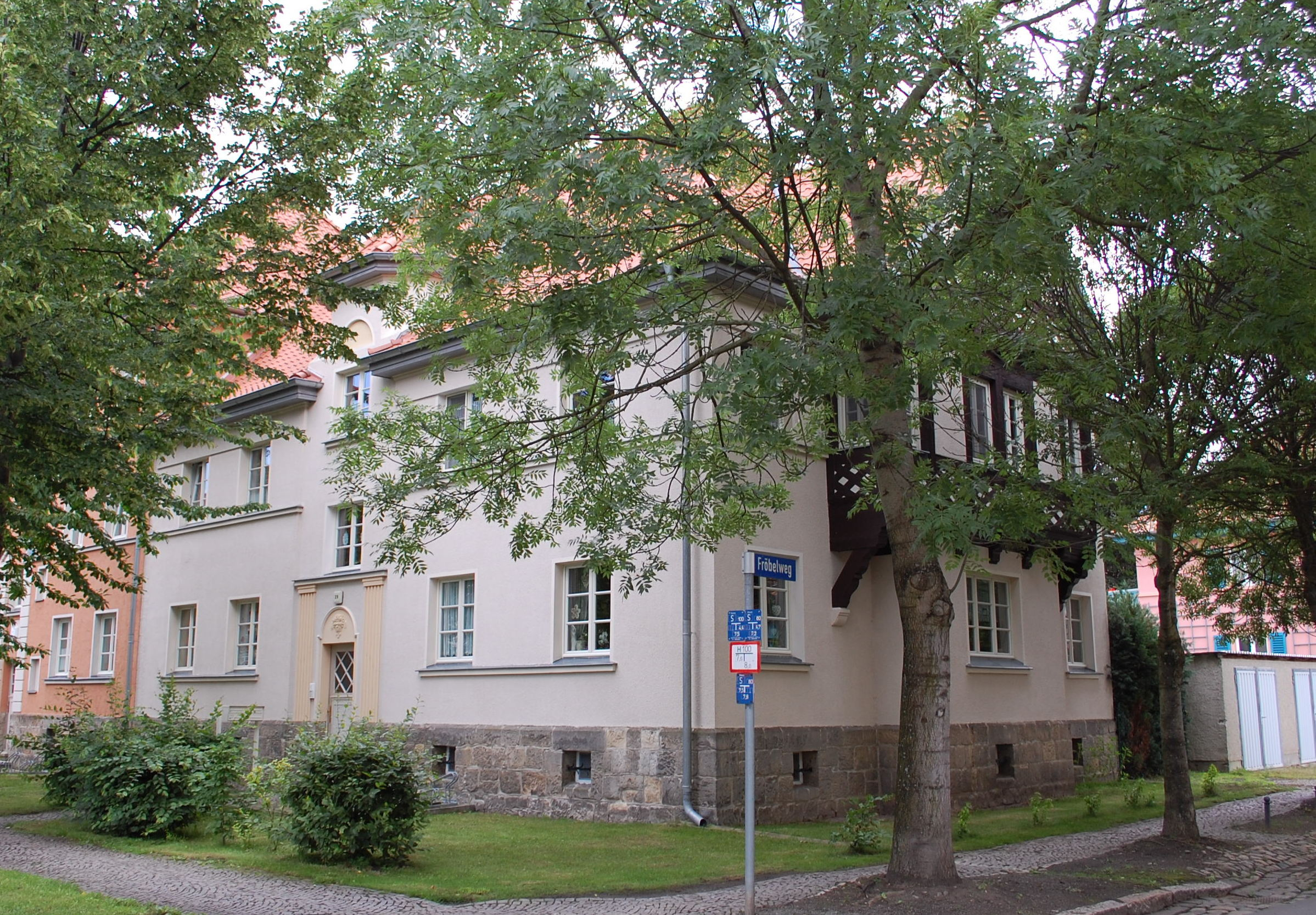
Heinrichstraße 29

Das Haus Heinrichstraße 29 ist ein denkmalgeschütztes Haus in Quedlinburg in Sachsen-Anhalt.

## Lage
Das im Quedlinburger Denkmalverzeichnis eingetragene Wohnhaus befindet sich südlich der Quedlinburger Altstadt im Stadtteil Süderstadt an der Ecke Fröbelweg/Heinrichstraße.

## Architektur und Geschichte
Das zweigeschossige, an eine Villa erinnernde Gebäude entstand im Jahr 1927. Es kombiniert in seiner Gestaltung Jugend- und Heimatstil. Bemerkenswert ist ein an der Westseite befindlicher, über das Erdgeschoss vorkragender Giebel in Fachwerkbauweise. Das Fachwerk ist als Zierfachwerk ausgebildet. Auch der Eingangsbereich des Hauses ist aufwendig mit kannelierten Pilastern und einem Relief mit floralen Verzierungen versehen.
Am Haus befindet sich an einem Balken die Inschrift Oberbürgermeister Bansi, Stadtbaurat Laumer, Stadtbaumeister Mehnert, Architekt Bekker.